# Hitachi
Hitachi Ltd. (jap. 株式会社日立製作所 Kabušiki-gaiša Hitači Seisakušo) je japonski mednarodni konglomerat s sedežem v Čijodi, Tokio. Podjetje je razdeljeno v 11 divizij. Podjetje je leta 1910 ustanovil Namihei Odaira. Zgradil je prvi japonski indukcijski motor. Podjetje je kmalu postalo vodilno v državi na področju elektromotorjev.